# 側頭俯海鯰
側頭俯海鯰為輻鰭魚綱鯰形目海鯰科的其中一種，分布於中南美洲蓋亞那及千里達的淡水水域，體長可達21.4公分，棲息在底層水域，屬肉食性，生活習性不明。

## 擴展閱讀
維基物種上的相關：側頭俯海鯰